# Шкляревич Петро Данилович
Петро Данилович Шкляревич (1841, Хмелів, Роменський повіт, Полтавська губернія — після 1917) — український аристократ козацького походження. Член II Державної думи від Полтавської губернії, член Державної Ради Російської імперії з виборів. Дійсний статський радник (генерал-майор)

## Біографія
Шкляревич Петро Данилович народився в родині потомствених православних дворян Полтавської губернії в 1841 році. Закінчив Миколаївське інженерне училище (1860) і Миколаївську інженерну академію за 1-м розрядом (1864).
По закінченні інженерного училища був визначений у штаб генерал-інспектором з інженерної частини. Служив у саперному батальйоні в Одеському, Фінляндському і Санкт-Петербургському військових округах.
У 1864 році був переведений до Сімферопольської інженерної дистанції, а в 1865 році — у Вознесенськ. З 1866 року перебував у розпорядженні начальника інженерів Фінляндського військового округу. У 1868 році був переведений до складу Виборзького кріпосного інженерного управління.
Доля його після 1917 року невідома. Був неодружений.

## Громадська діяльність
Служив у військових частинах до 24 листопада 1869, коли вийшов у відставку. Він оселився в своєму родовому маєтку Полтавської губернії (нині село Хмелів Роменського району на Сумщині), де присвятив себе сільському господарству та громадській діяльності. Володів винокурним заводом.
У 1872 р. обраний головою Гадяцько-Роменської межової комісії. У 1884 р. дільничний мировий суддя. У грудні 1889 член губернської земської управи, а після смерті А. В. Заленського, голова губернської земської управи. Залишався на цій посаді до 8 грудня 1901 р. із дворян Полтавської губернії.
У 1872—1874 роках був обраний головою Гадяцько-Роменської межової комісії. Обирався гласним Роменських повітових і Полтавських губернських земських зборів, членом Полтавської губернської земської управи (1889—1893) і, нарешті, її головою у 1893—1902 роках. Також обирався почесним мировим суддею Роменського і Полтавського повітів. Дослужився до чину дійсного статського радника (1896).
В 1899 році, при відкритті Полтавського відділення Російського музичного товариства, увійшов до першого складу дирекції. Був почесним попечителем Лубенської гімназії. Увійшов до партії Союз 17 жовтня.
Землевласник Роменського повіту, володів 600 десятинами землі.
У лютому 1907 року був обраний членом II Державної думи від Полтавської губернії. Входив до фракції октябристів і групи поміркованих. Був членом аграрної і по місцевому самоврядуванню комісій.
Потім протягом трьох трехрічь обирався Роменським повітовим предводителем дворянства (1908—1917). Входив до складу уповноважених полтавського дворянства на з'їздах Об'єднаного дворянства.
24 серпня 1911 року обраний членом Державної Ради Російської імперії від Полтавського земства на місце Івана Леонтовича. В наступному році вибув через закінчення строку повноважень. 20 січня 1915 року обраний на місце князя Миколи Щербатова. Вибув у тому ж році у зв'язку з закінченням строку повноважень. Входив до групи центру.

## Нагороди
- Орден Святого Станіслава 3-й ст. (1868);
- Орден Святої Анни 3-го ст.;
- Орден Святого Станіслава 2-го ст.;
- Орден Святої Анни 2-го ст.;
- Орден Святого Володимира 4-й ст. (1901);
- Орден Святого Володимира 3-го ст. (1903);
- Орден Святого Станіслава 1-го ст. (1909);
- Орден Святої Анни 1-го ст. (1915).
- Медаль «В пам'ять царювання імператора Олександра III»;
- Медаль «В пам'ять коронації Імператора Миколи II»;
- Медаль «В пам'ять 200-річчя Полтавської битви»;
- Медаль «В пам'ять 300-річчя царювання дому Романових».